# Nephochaetopteryx juquiana
Nephochaetopteryx juquiana är en tvåvingeart som beskrevs av Carroll William Dodge 1968. Nephochaetopteryx juquiana ingår i släktet Nephochaetopteryx och familjen köttflugor. Inga underarter finns listade i Catalogue of Life.